# Bédar (kommunhuvudort)
Bédar är en kommunhuvudort i Spanien.   Den ligger i provinsen Provincia de Almería och regionen Andalusien, i den sydöstra delen av landet, 400 km söder om huvudstaden Madrid. Bédar ligger 384 meter över havet och antalet invånare är 786.
Terrängen runt Bédar är kuperad åt sydväst, men åt nordost är den platt. Terrängen runt Bédar sluttar österut. Runt Bédar är det ganska glesbefolkat, med 42 invånare per kvadratkilometer. Närmaste större samhälle är Vera, 12,2 km nordost om Bédar. Omgivningarna runt Bédar är i huvudsak ett öppet busklandskap.